# Berberis hyperythra
Berberis hyperythra là một loài thực vật thuộc họ Berberidaceae. Đây là loài đặc hữu của Ecuador.